# Kasteel van Marvão
Het kasteel van Marvão (Portugees: Castelo de Marvão) is een middeleeuws kasteel in het plaatsje Marvão in het Portugese district Portalegre.

## Geschiedenis
De bouw van het kasteel wordt toegeschreven aan de negende-eeuwse islamitische krijger Ibn Marwan. In de twaalfde eeuw werd de regio waarin het kasteel is gelegen veroverd door de legers die loyaal waren aan koning Alfons I van Portugal. In 1226 werd er door koning Sancho II van Portugal een charter uitgevaardigd voor de verdere versteviging van het kasteel om de regio te beschermen tegen de voortdurende aanvallen uit het koninkrijk Castilië. In 1271 schonk Alfons III van Portugal het kasteel aan de Orde van Malta om het vervolgens weer te schenken aan zijn zoon Alfons. Deze laatste raakte in conflict met zijn broer Dionysius van Portugal na diens troonsbestijging en Dionysius veroverde het kasteel van Marvão in 1299. Onder zijn leiding werd het kasteel verder uitgebreid en werd er een nieuwe donjon gebouwd.
In de vijftiende en de zestiende eeuw werd het kasteel verder versterkt en tussen de zeventiende en negentiende eeuw werd het kasteel gemoderniseerd met verschillende bastions. Het kasteel werd kortstondig veroverd door de Spanjaarden in 1704-1705.
In 1938 begon de Direcção Geral dos Edifícios e Monumentos Nacionais met het restaureren van de muren, trappen en de kantelen. In de loop van de twintigste eeuw zou het kasteel in verschillende periodes verder gerestaureerd worden.

## Galerij

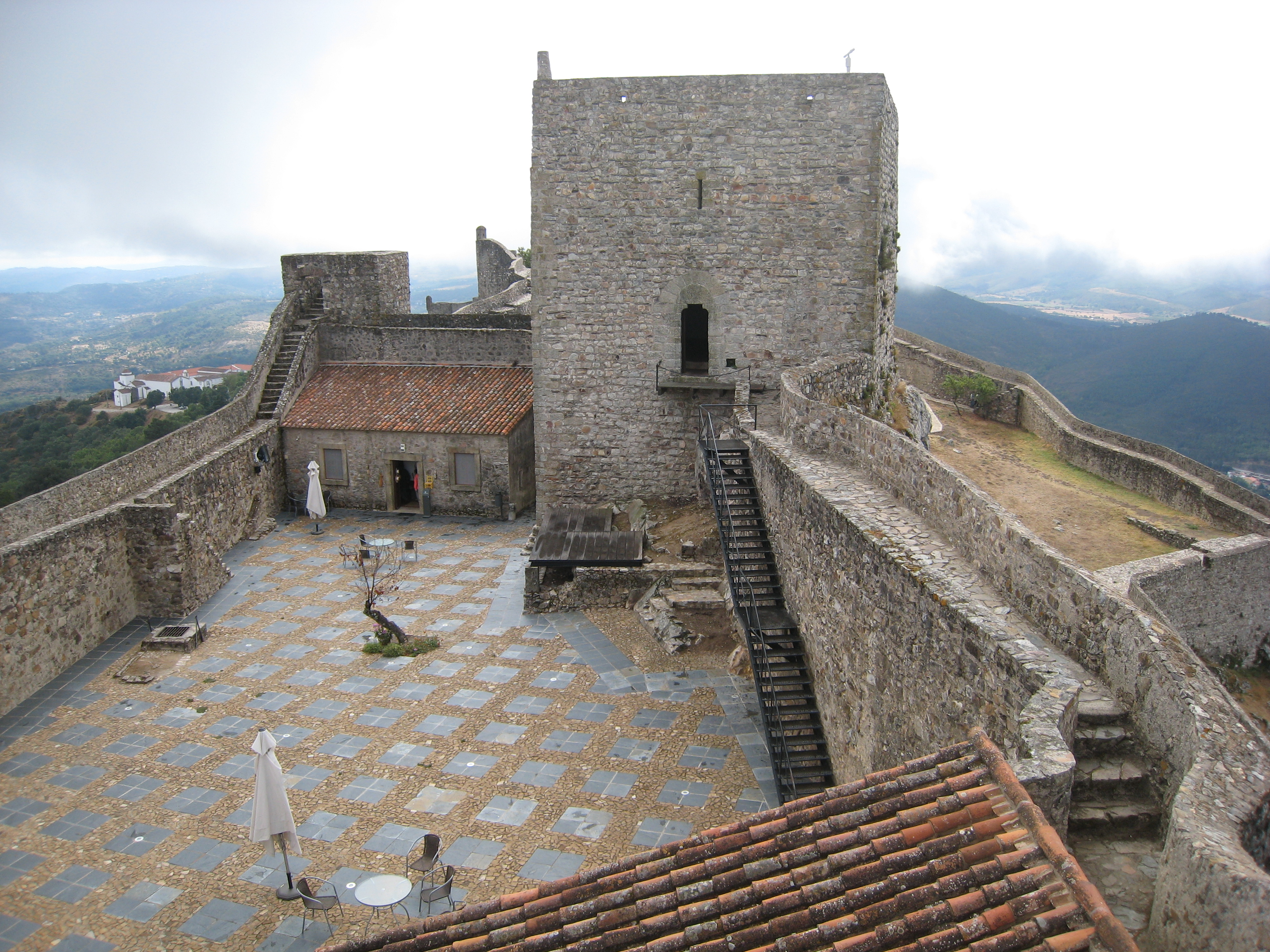
Binnenplaats van het kasteel
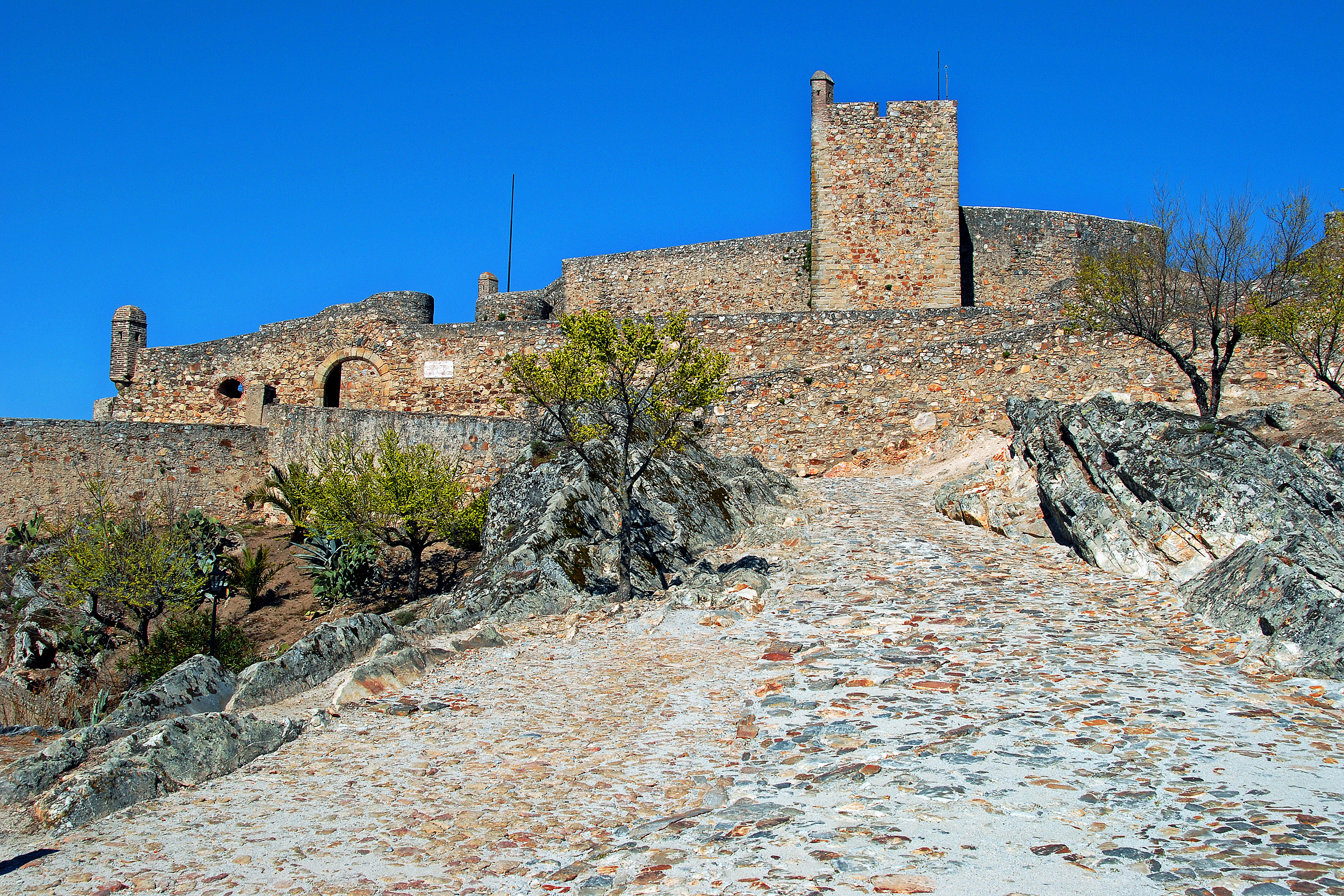
Weg naar de hoofdpoort
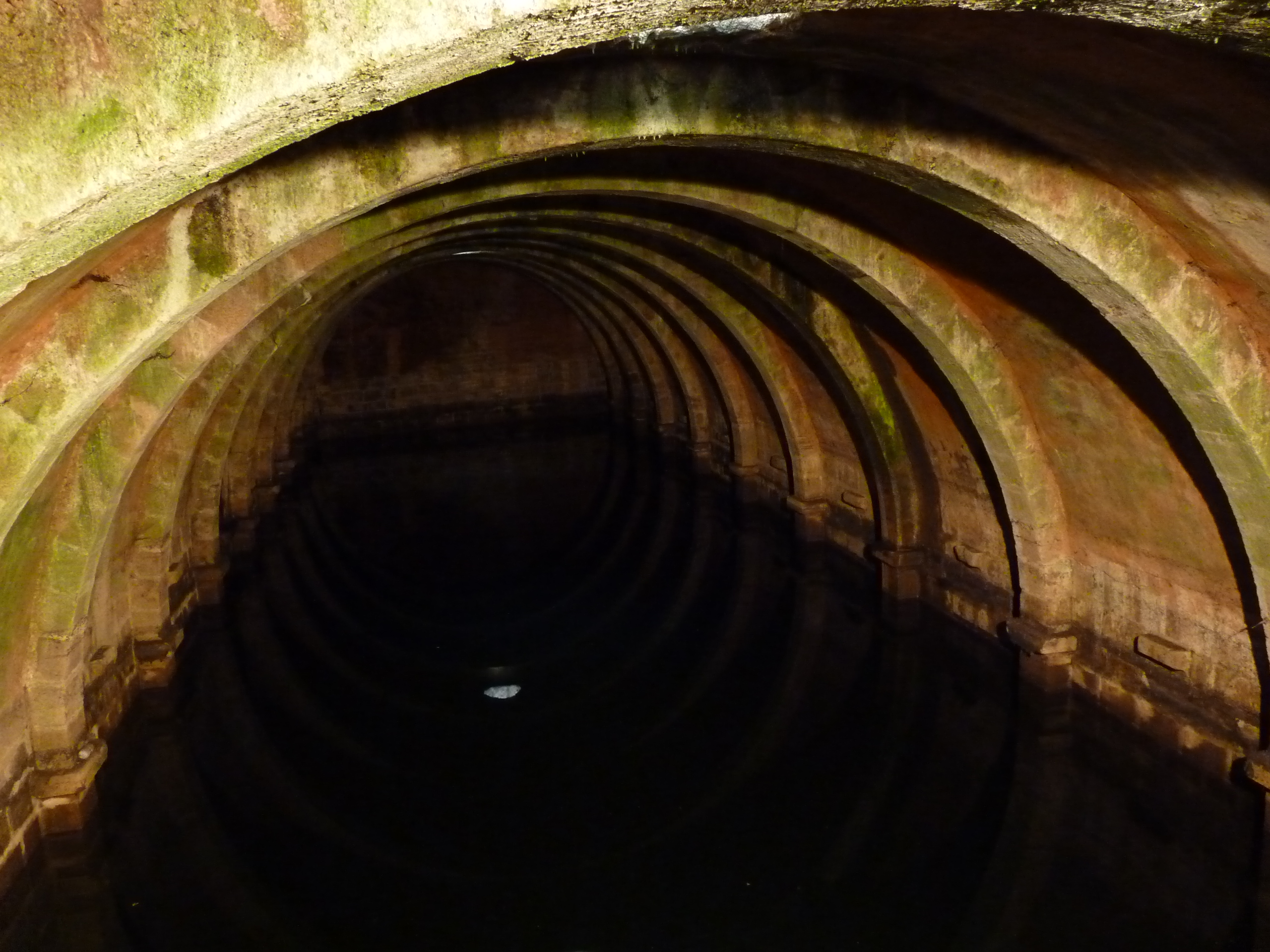
Cisterne van het kasteel
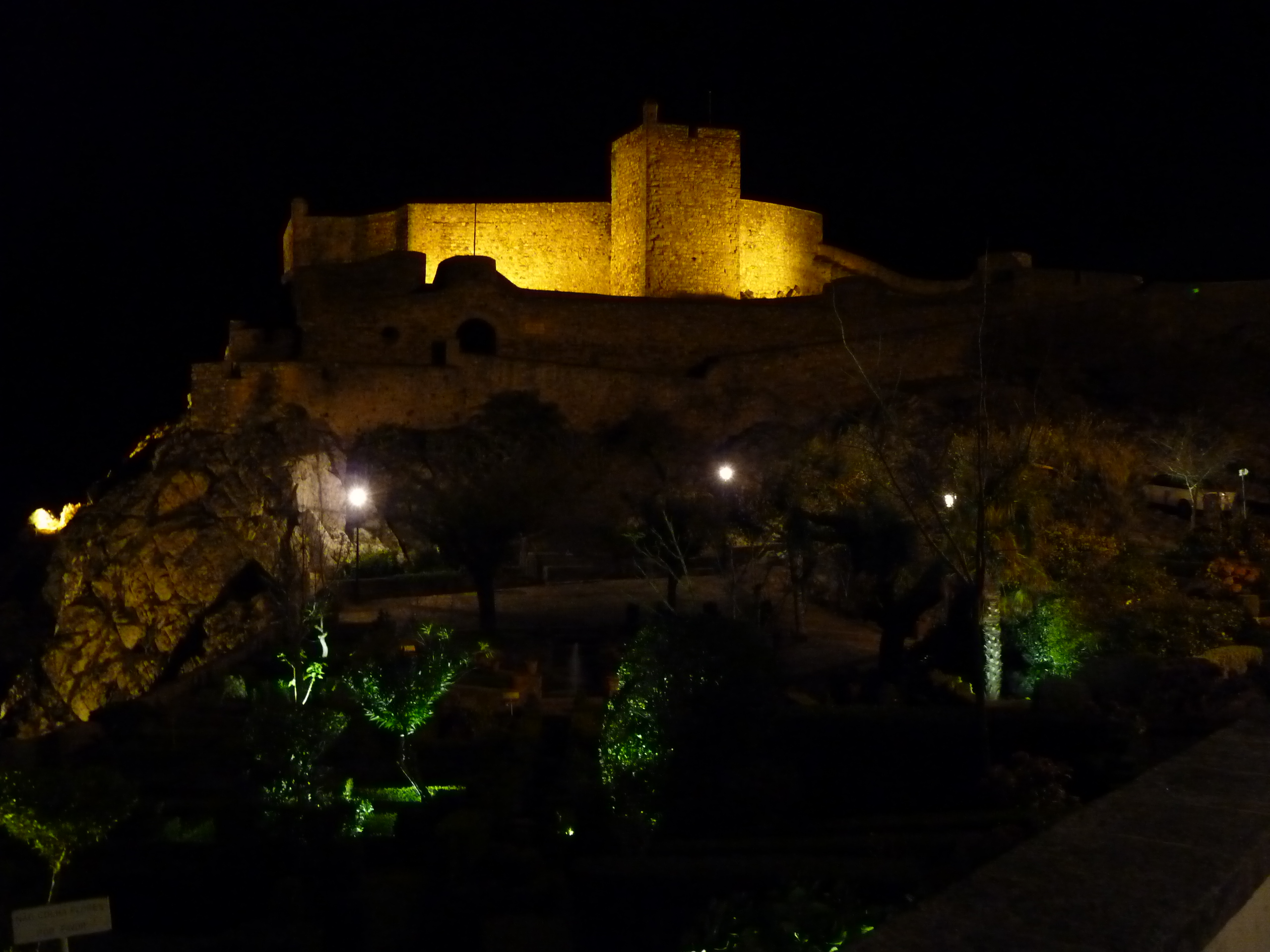
Het kasteel van Marvão in de avond
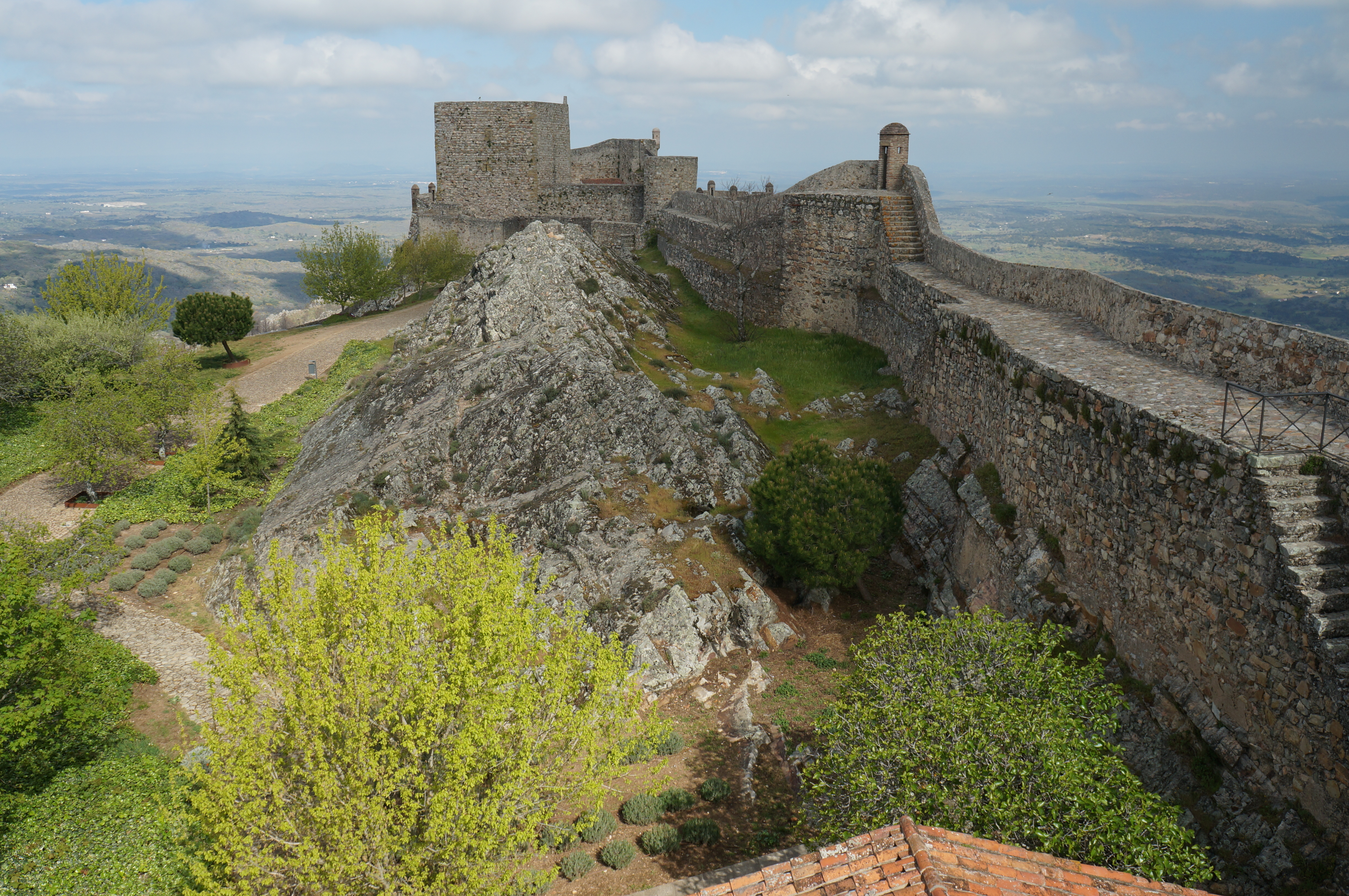
De muren van het kasteel